# Federação de Futebol do Butão
A Federação de Futebol do Butão (em inglês: Bhutan Football Federation, ou BFF; em dzonga: འབྲུག་ཡུལ་རྐང་རིལཁོངས་གཏོགས ) é o órgão dirigente do futebol no Butão. Ela é a responsável pela organização dos campeonatos disputados no país, bem como da Seleção Nacional.